# Wybierak (automatyka)
Wybierak – urządzenie elektromechaniczne, służące do komutacji (łączenia) ze sobą wybranych spośród wielu dołączonych do wybieraka styków. Stosowane były w obwodzie automatyki central telefonicznych nierejestrowych (np. centrale typu Strowgera 32AB) oraz rejestrowych (np. K66, Pentaconta).
Wybieraki dzielimy na biegowe oraz zestykowe.

Wybieraki – symbole elektryczne

## Wybieraki biegowe
Wybierak biegowy to wybierak w którym dla utworzenia połączenia elektrycznego między zestykami część ruchoma musi być doprowadzona do określonej pozycji w polu stykowym. Składa się z części ruchomej (karetka szczotkowa) i nieruchomej (pole stykowe).
Wybieraki biegowe w zależności od możliwości poruszania się karetki szczotkowej dzielimy na:
- wybieraki skokowe jednoruchowe (gdy karetka szczotkowa porusza się jednym rodzajem ruchu np. obrotowym lub postępowym),
- wybieraki skokowe dwuruchowe (gdy karetka szczotkowa porusza się dwoma rodzajami ruchu np. najpierw postępowym, a potem obrotowym, lub postępowym wzdłuż jednej a potem drugiej osi).

Ruch karetki szczotkowej może być napędzany elektromagnesem, sprężyną, silnikiem elektrycznym (indywidualnym lub wspólnym dla wielu wybieraków).
Szczotki wybieraka przesuwają się po stykach podczas łączenia, dlatego te elementy są szczególnie wrażliwe na ścieranie. Stosowane były systemy w których docisk szczotki do styku następował dopiero po ustaleniu żądanej pozycji.

### Wybieraki obrotowe
Wybieraki biegowe obrotowe w zależności od sposobu napędzania mechanizmu dzielą się na:
- krokowe,
- o napędzie od naciąganej przy zwracaniu sprężyny i ruchu krokowym przy nastawianiu,
- o napędzie maszynowym,
- wybieraki silnikowe.

Porównanie parametrów technicznych wybieraków obrotowych biegowych powyższych typów przedstawia tabela:

Wybierak obrotowy 25-stykowy. Schemat ogólny

| Typ                         | Liczba styków | Liczba szczotek           | Ramion w szczotce (kąt między ramionami) | Napęd                        | Szybkość (kroków/s) | Wymiary (mm) |
| --------------------------- | ------------- | ------------------------- | ---------------------------------------- | ---------------------------- | ------------------- | ------------ |
| Autelco (25 × 4/6/8)        | 25            | 4/6/8                     | 2 (180°)                                 | elektromagnes (35W)          | 60                  |              |
| W25                         | 25            |                           | 2 (180°)                                 | elektromagnes                |                     |              |
| W50                         | 50            |                           | 2 (180°)                                 | elektromagnes                |                     |              |
| Siemens typ 27 (10 × 4/5/6) | 12            | 4/5/6                     | 3 (120°)                                 | elektromagnes (60W)          | 40                  | 121 × 38     |
| Siemens typ 27 (17 × 4)     | 18            | 4                         | 2 (180°)                                 | elektromagnes (60W)          | 40                  | 121 × 60     |
| Siemens typ 27 (25 × 4/5/6) | 26            | 4/5/6                     | 2 (180°)                                 | elektromagnes (60W)          | 40                  | 150 × 60     |
| Siemens typ 27 (50 × 4)     | 26            | 8                         | 1                                        | elektromagnes (60W)          | 40                  | 150 × 60     |
| Siemens typ 27 (50 × 5)     | 26            |                           | 1                                        | elektromagnes (60W)          | 40                  | 150 × 66     |
| Ericsson (25 × 4/5/6)       | 25            | 4/5/6                     |                                          | elektromagnes (10-15W)       | 50                  | 75 × 75      |
| Ericsson (30 × 7)           | 30            | 7                         |                                          | elektromagnes (10-15W)       | 50                  | 75 × 75      |
| wybierak systemu Salme      | 27            | do 6                      |                                          | sprężyna, elektromagnes (4W) | 14                  |              |
| rotory 102 × 4 / 204 × 4    | 102/204       | 4                         |                                          | maszynowy                    | 45                  |              |
| rotory 10 × 30 × 3          | 30            | 10 zespołów po 3 szczotki |                                          | maszynowy                    | 14                  |              |
| przełącznik obwodów Salme   | 12            | 13 par szczotek           |                                          | maszynowy                    | 14                  |              |
| wybierak niemiecki (1930)   | 51            | do 20                     |                                          | silnik (60W)                 | 150-180             | 230 × 70     |
| wybierak angielski          |               |                           |                                          | silnik                       |                     |              |
| Siemens EMD (1952)          | 57            |                           |                                          | silnik                       |                     |              |

#### Wybieraki o napędzie krokowym

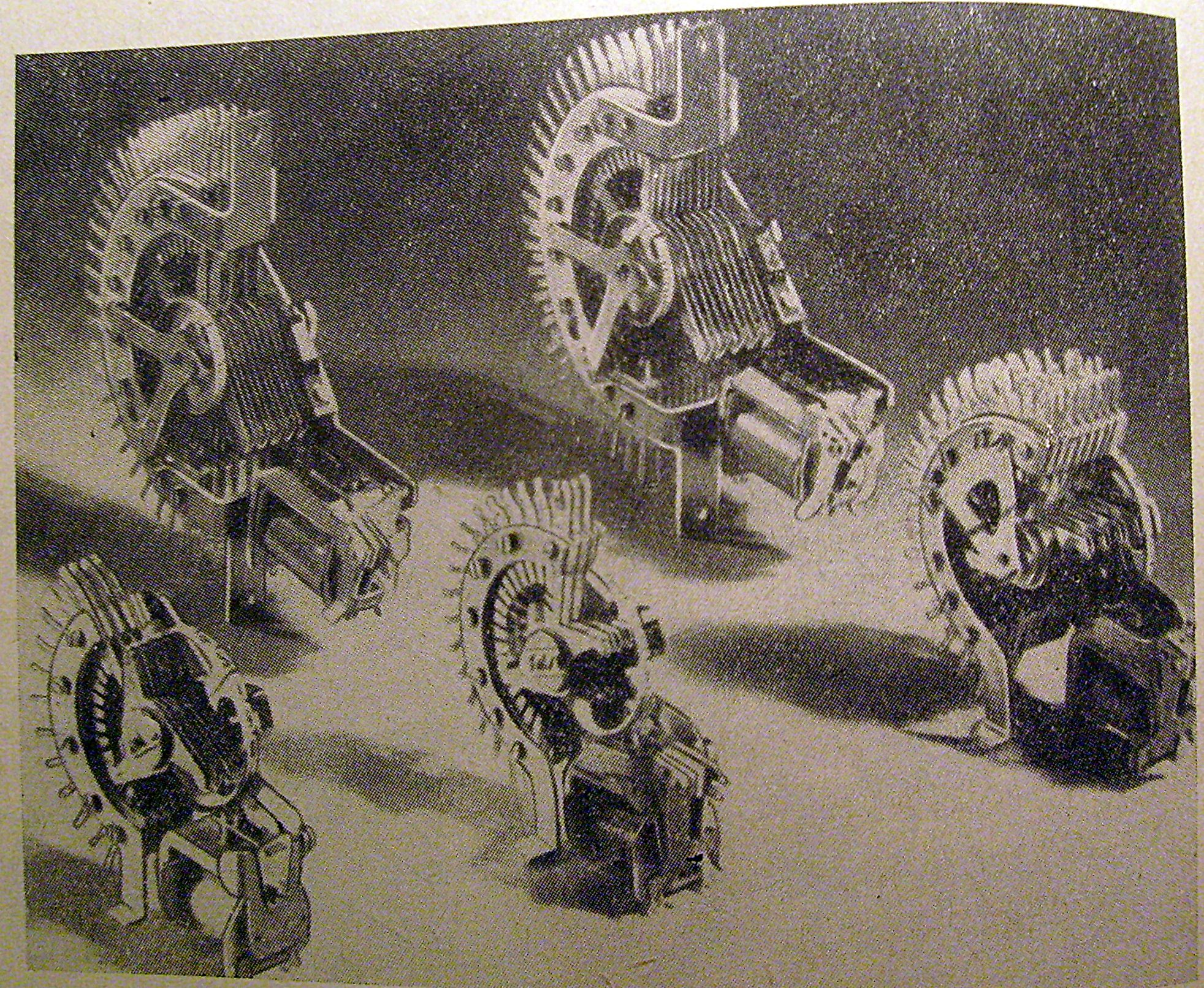
Wybieraki obrotowe o napędzie krokowym

Mechanizm napędowy to elektromagnes z kotwicą (ze sprężyną zwrotną). Załączenie elektromagnesu powoduje przyciągniecie kotwicy i ruch powiązanego mechanizmu zapadkowego, wskutek czego ząb przesuwacza zazębia się z następnym zębem kółka zapadkowego. Rozłączenie elektromagnesu powoduje powrót kotwicy do położenia spoczynkowego dzięki sprężynie, a ząb przesuwacza przesuwa koło zapadkowe wraz ze szczotkami o jeden krok.

#### Wybieraki o napędzie od naciąganej przy zwracaniu sprężyny i ruchu krokowym przy nastawianiu
Wybierak tego typu stosowany był w rejestrach Salme. Przesuwanie szczotek odbywa się zarówno przy przyciąganiu, jak i zwalnianiu kotwicy elektromagnesu. Zwracanie realizowane jest przez sprzęgnięcie całej grupy wybieraków ze stale obracającym się wałem (napęd maszynowy).

#### Wybieraki silnikowe (motorowe)
Napęd wybieraka realizowany jest silnikiem (motorem) o konstrukcji złożonej z 2 elektromagnesów z układem przerywaczy załączających elektromagnesy na przemian. Zatrzymanie motoru następuje poprzez jednoczesne załączenie obu elektromagnesów. Czas rozruchu tego typu wybieraków to ok. 15 ms, a zatrzymania 2 ms. Stabilizacja układu napędowego po zatrzymaniu trwa ok. 30-40 ms. W wybierakach typu angielskiego stosowano trzeci elektromagnes blokujący mechanicznie ruch szczotek.

### Wybieraki podnosząco-obrotowe

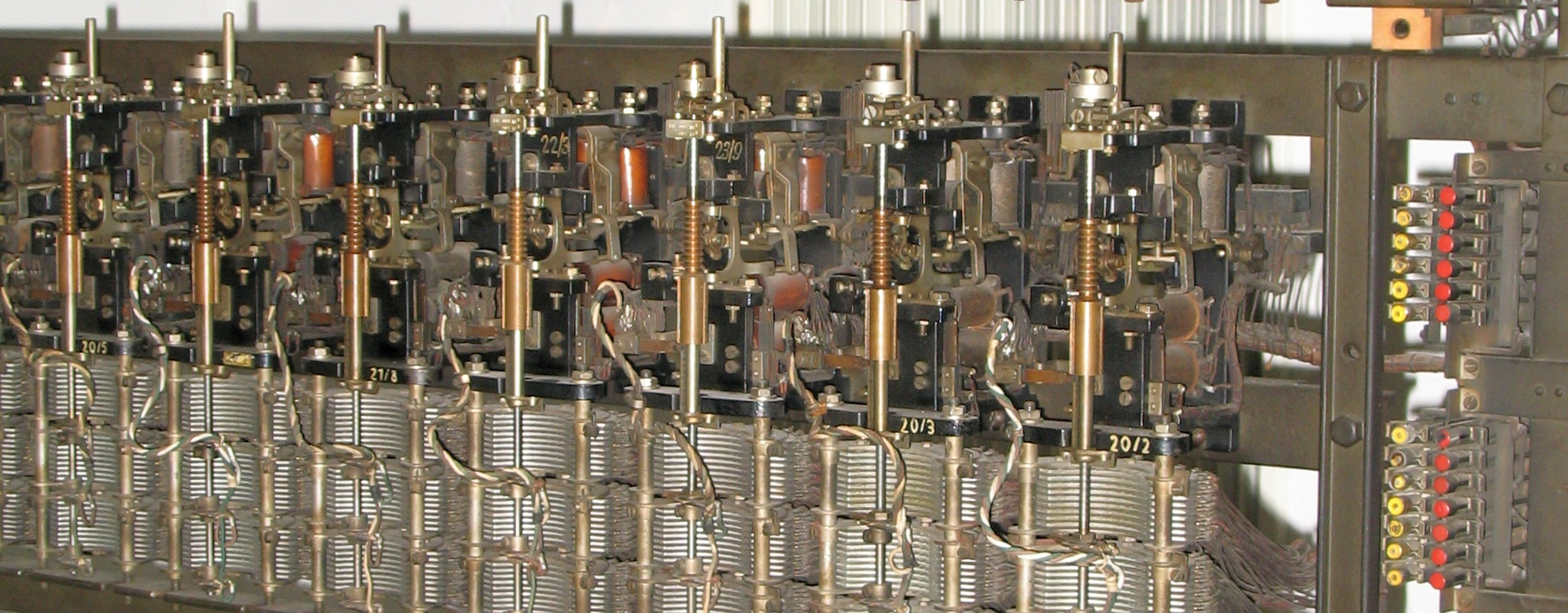
Zespół wybieraków podnosząco-obrotowych

Wykonują 2 rodzaje ruchów w celu połączenia styków: podnoszenie szczotek oraz ich ruch obrotowy.

#### Wybierak Strowgera i jego odmiany

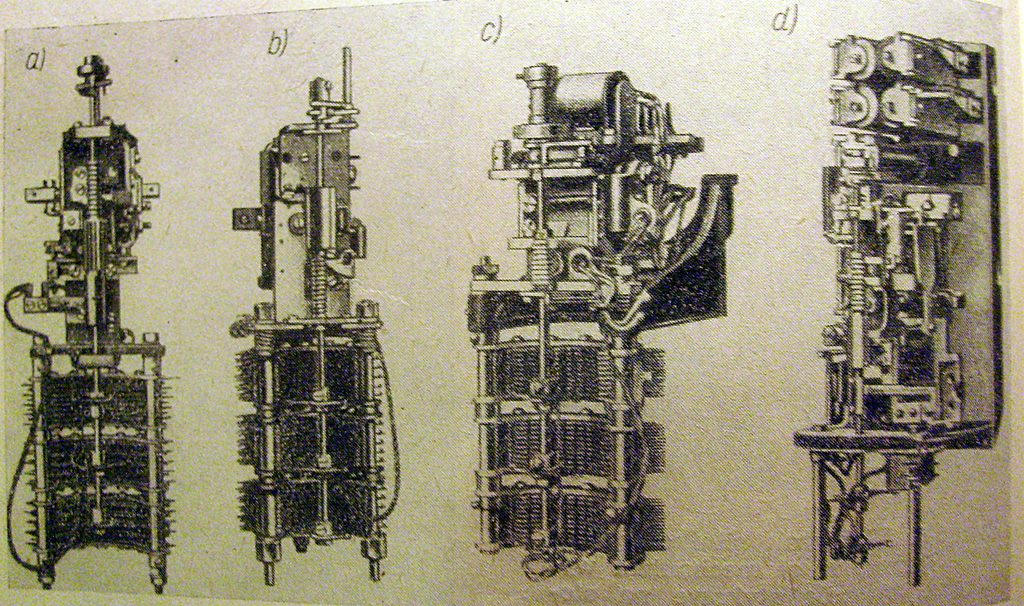
Wybieraki Strowgera – w kilku wersjach wykonania

Pole stykowe wybieraka Strowgera typu 10 × 10 × 3 składa się z 3 segmentów o stykach ułożonych po 11, w 10 poziomach (110 styków). Mechanizm napędowy umieszczony jest ponad polem stykowym. Zawiera 3 elektromagnesy: podnoszący, obracający oraz zwalniający. Napęd jest bezpośredni, krokowy. Na podstawie licencji Strowgera wybieraki podnosząco-obrotowe 10 × 10 × 3 produkowały firmy: Siemens (Niemcy), Mix (Niemcy), Genest (Niemcy) oraz Autelco (Anglia, Polska) – w wersji zmienionej na 2 × 10 × 10 × 3 (typ 32A).
Największa szybkość ruchu wybieraka to ok. 30 kroków/s. Wymiary wybieraka to: 350 × 100 mm (wysokość × szerokość).

#### Wybierak o ruchu czworokątnym Siemensa – typ 27
Mechanizm napędowy umieszczony jest na wysokości pola stykowego (3 segmenty o stykach ułożonych po 11, w 10 poziomach – tak jak w wybieraku Strowgera). Zawiera 2 elektromagnesy: podnoszący i obracający. Po zakończeniu połączenia szczotki kontynuują ruch obrotowy aż za pole stykowe (za 11 pozycję wybieraka), opadają na dół i wykonują wsteczny ruch obrotowy poniżej pierwszego poziomu styków. Cykl pracy szczotki to ruch po zamkniętym czworoboku.
Prędkość ruchu wybieraka: do 40 kroków/s.

#### Wybierak typu 32A

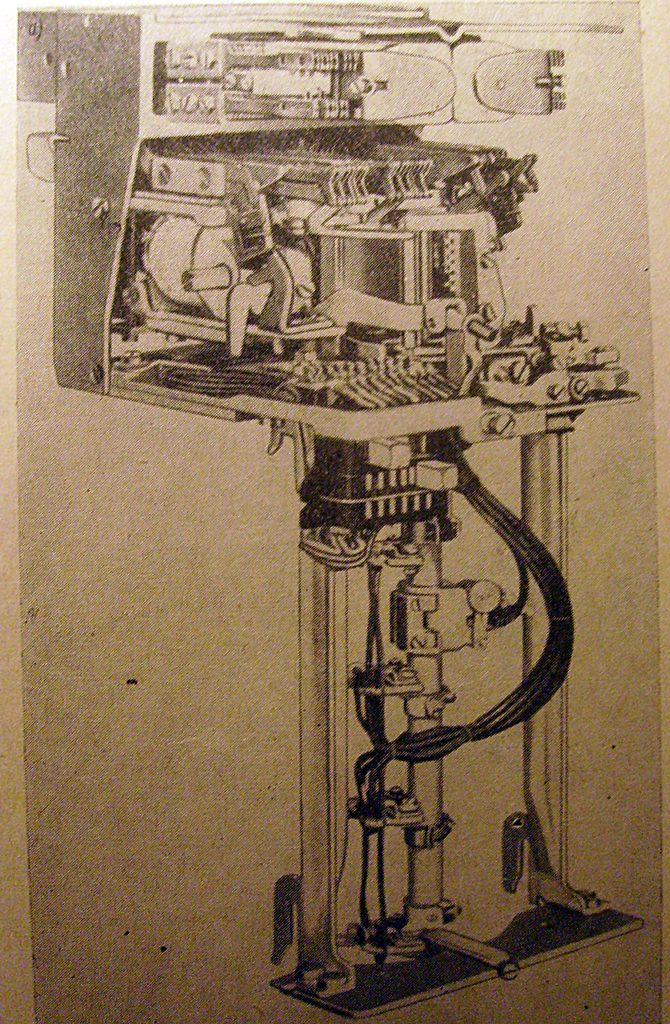
Wybierak typu 32A

Wybierak o ruchu czworokątnym firmy Autelco. Mechanizm napędowy jest umieszczony ponad polem stykowym. Zawiera 2 elektromagnesy napędowe. Pole stykowe składa się z 2-4 segmentów 220 stykowych (tak jak w wybieraku Strowgera, lecz każdy styk jest podzielony na 2, stąd ich liczba jest 2 razy większa).
Prędkość ruchu wybieraka: do 50 kroków/s.

### Wybieraki płaskie z polem ramkowym z gołych drutów
Wybieraki tego typu wykonują 2 ruchy w jednej płaszczyźnie (np. obrotowy i promieniowy).

#### Wybierak 500-liniowy o napędzie maszynowym
Wybierak wykonuje ruch obrotowy oraz promieniowy. Napęd odbywa się za pomocą wału napędowego biegnącego przez stojaki centrali. Załączenie elektromagnesu ruchu obrotowego powoduje sprzęgniecie wału z układem wybieraka i obrót ramienia o określony kąt. Załączenie elektromagnesu ruchu postępowego powoduje przeniesienie ruchu wału na ruch postępowy promieniowy.
Ilość pozycji pracy w ruchu obrotowym: 25, a w ruchu promieniowym: 20. Liczba linii, które można dołączyć do wybieraka: 500 (25 × 20).

#### Wybierak 100-liniowy o napędzie krokowym
Wybierak wykonuje ruchy postępowe wzajemnie prostopadłe (XY). Napęd krokowy, bezpośredni. Zawiera 3 elektromagnesy: napędowy X, napędowy Y, zwalniający Z.
Ilość pozycji pracy w każdym kierunku: 10 (11-zajętość). Liczba szczotek głównych: 4. Liczba linii, które można podłączyć do wybieraka: 100 (10 × 10).
Prędkość ruchu wybieraka: ok. 45 kroków/s.

#### Wybierak Haslera
Wybierak typu 10 × 10 × 3. Wykonuje ruch obrotowy oraz promieniowy.

## Wybieraki zestykowe
Wybieraki zestykowe to wybieraki w których droga połączeniowa tworzy się wskutek przełączania określonej grupy zestyków. Dużą grupę wśród tego rodzaju wybieraków stanowią wybieraki krzyżowe (koordynantowe, crossbar).
W związku z eksploatowaniem central Pentaconta w Polsce opracowano odmiany istniejących wybieraków krzyżowych oraz urządzeń sterujących.

### Wybierak Betulandera
Wybierak o 100 zestykach (10 × 10). Składa się z 10 pionowych rzędów (mostków) oraz 5 poziomych drążkach. Każdy rząd (mostek) posiada 1 elektromagnes z kotwicą, za pomocą której może być wzbudzony każdy z zespołów mostka. Każdy drążek ma dwustronny osiowy wychył powodowany przez 2 elektromagnesy.
Przy wzbudzeniu elektromagnesu drążkowego, palce danego drążka zostają podłączone pod słupki podnoszące odpowiednich zestyków wszystkich mostków. Wzbudzenie elektromagnesu mostkowego powoduje wzbudzenie zestyków leżącego na skrzyżowaniu drążka z mostkiem. Po wzbudzeniu zespołu zestyków elektromagnes drążkowy zwalnia, a mostkowy pozostaje czynny aż do rozłączenia połączenia.

### Wybierak krzyżowy o 5 drążkach i 20 mostkach
Jest to podwójny wybierak krzyżowy 100-liniowy (20 × 10).

### Wybierak krzyżowy 100-liniowy o 5 drążkach i 5 mostkach

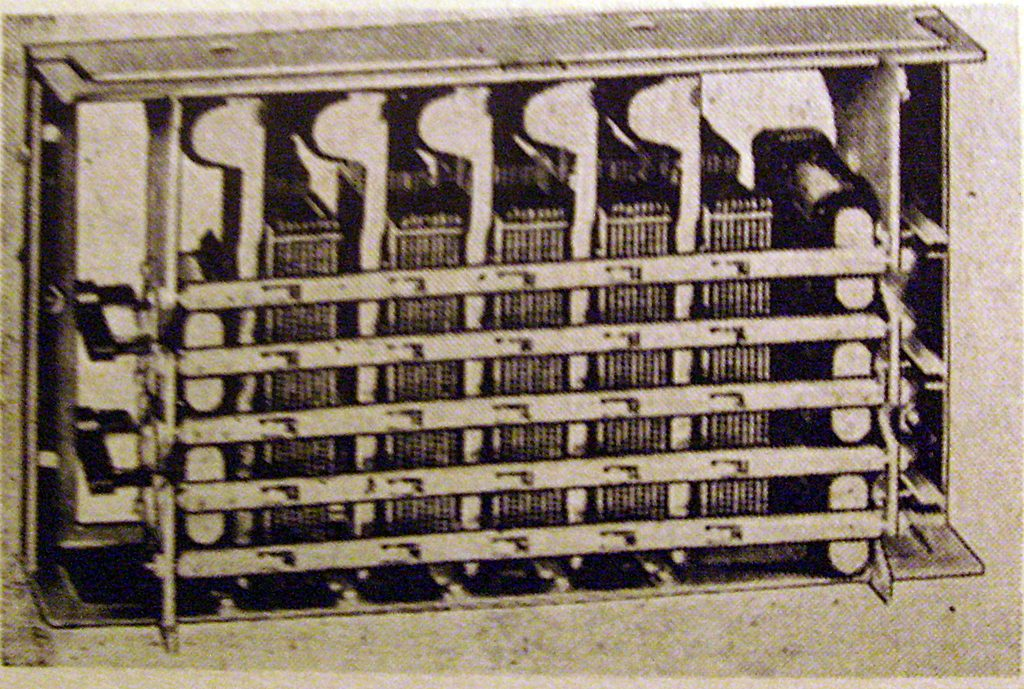
Wybierak Standard 41

Ten typ wybieraka został po raz pierwszy zastosowany w Szwecji w 1941 roku. Jego konstrukcja była odmienna, ponieważ w każdym elementarnym zespole zestyków zastosowano dwa razy większą liczbę żył oraz przełączanie za pomocą zewnętrznego przekaźnika.
Wybierak nazywany jest także jako Standard 41.

### Wybierak krzyżowy 200-liniowy o 6 drążkach i 10 mostkach
Wybierak produkcji szwedzkiej typu 10 × 20. Wykorzystanie zestyków wyróżniających przez 6 drążków jako przełączających na jedną lub drugą część wyjść z mostka. Pozostałe 10 zespołów zestyków głównych mają dwukrotną liczbę zestyków w stosunku do liczby potrzebnych żył. Przy pracy mostka zostaje wzbudzony: jeden z zespołów zestyków głównych oraz jeden z dwóch przełączających.
Dzięki takiej konstrukcji uzyskano 20 wyjść z każdego łącznika.

### Wybierak krzyżowy 17 × 30
Wybierak 17 × 30 jest to wybierak o 17 mostkach i 15 drążkach, przy 30 zespołach zestyków w każdym mostku. W konfiguracji podstawowej z każdego mostka jest 30 wyjść. Zależnie od podłączenia zespołów zestyków jako przełączających można rozbudować konfigurację:
- 2 zespoły zestyków jako przełączające (i 1 drążek): 2 * (15-1) * 2 = 56 wyjść,
- 4 zespoły zestyków jako przełączające (i 2 drążki): 4 * (15-2) * 2 = 104 wyjścia.

### Wybierak krzyżowy systemu Pentaconta
Poniższa tabela ukazuje typowe wykonania ram wybierakowych systemu Pentaconta. Tak jak w innych systemach stosowano podwajanie, a także potrajanie liczby wyjść za pomocą podłączenia określonej liczby zespołów zestyków jako przełączających.
| Liczba sprężyn w grupie | Liczba komutowanych przewodów wyjścia | Rama 1290 mm   | Rama 1290 mm   | Rama 1000 mm   | Rama 1000 mm   | Rama 685 mm    | Rama 685 mm    | Wyjścia      | Wyjścia                                      |
| Liczba sprężyn w grupie | Liczba komutowanych przewodów wyjścia | Liczba mostków | Liczba drążków | Liczba mostków | Liczba drążków | Liczba mostków | Liczba drążków | Liczba wyjść | Sposób uzyskania                             |
| ----------------------- | ------------------------------------- | -------------- | -------------- | -------------- | -------------- | -------------- | -------------- | ------------ | -------------------------------------------- |
| 9                       | 3                                     | 22             | 14             | 19             | 14             |                |                | 72+2         | Potrajanie za pomocą drążka 14 i ½ drążka 13 |
| 6                       | 3                                     | 22             | 14             | 19             | 14             |                |                | 52           | Podwajanie za pomocą drążka 14               |
| 8                       | 4                                     | 22             | 14             | 19             | 14             |                |                | 52           | Podwajanie za pomocą drążka 14               |
| 10                      | 5                                     | 19             | 14             | 17             | 14             |                |                | 52           | Podwajanie za pomocą drążka 14               |
| 8                       | 8                                     | 22             | 14             | 19             | 14             |                |                | 28           | Bezpośrednio                                 |
| 10                      | 10                                    | 19             | 14             | 17             | 14             |                |                | 28           | Bezpośrednio                                 |
| 10                      | 3 i 4 2 × 3 + 1 × 4                   |                |                |                |                | 10             | 7              | 30+2         | Potrajanie za pomocą drążka 7 i ½ drążka 6   |
| 8                       | 4                                     |                |                |                |                | 10             | 7              | 24           | Podwajanie za pomocą drążka 7                |
| 8                       | 8                                     |                |                |                |                | 10             | 7              | 14           | Bezpośrednio                                 |
| 10                      | 10                                    |                |                |                |                | 10             | 7              | 14           | Bezpośrednio                                 |